# فلاي (أغنية نيكي مناج)
فلاي هي أغنية من قبل الرابر الترينيدادي نيكي مناج من ألبومها الأول، بينك فرايدي (2010). صدرت كأغنية منفردة ثامنة وأخيرة من الألبوم في 30 أغسطس، 2011. مع المغنية البربادوسية ريانا. كتبت الأغنية من قبل كيفن هيسنك، دبليو. جوردان، نيكي مناج، جوناثان روتم وكليم ريشد بينما أنتجها جي. آر. روتم وكيفن. الأغنية هي بوب التي تضمن نوع الهيب هوب. الأغنية مستوحاة من العاطفة العالية والتغلب على جميع الأفكار النمطية والسلبية. ليصبح المرء منتصراً.
تلقت «فلاي» على مراجعات إيجابية من نقاد الموسيقى، معظمهم أشار على أن الأغنية مختلفة عن أغاني الألبوم الأخرى وعلى أن الأغنية ملهمة. تم إخراج الفيديو المصور بواسطة المخرجة سناء حمري، يصور نيكي وريانا يواجهون ما بعد دمار البيئة.

## الأداء التجاري

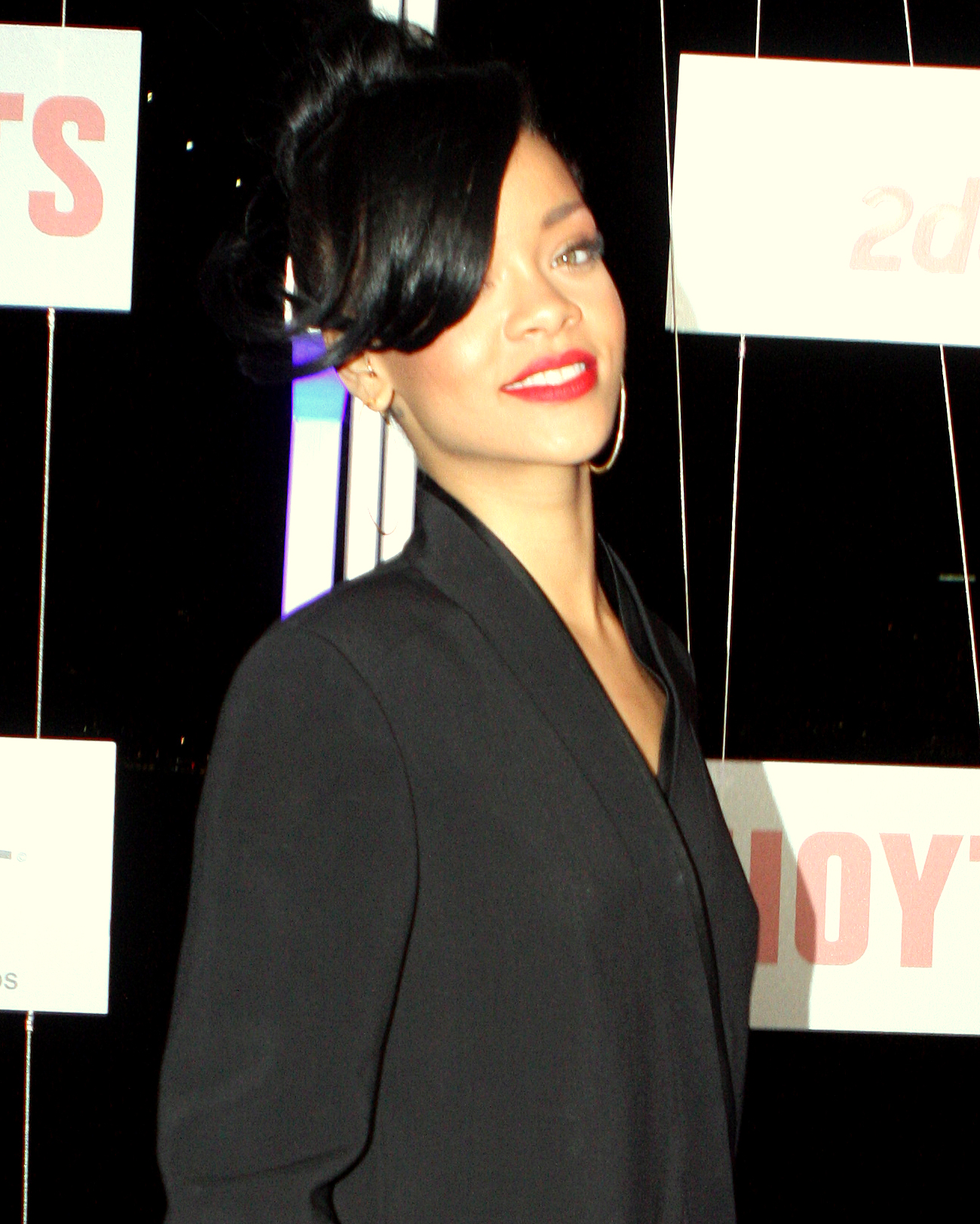
إضافة ريانا في الأغنية كانت في الدقائق الأخيرة.

### أوقيانوسيا
دخلت «فلاي» لأول مرة نيوزيلندا في المركز الثاني والعشرون في 5 سبتمبر، 2011. في الأسبوع التالي، الأغنية ارتفعت إلى المراكز العشرون الأولى في المركز الثامن عشر. في الأسبوع الثالث، بلغت ذروتها في المركز الثالث عشر. الأغنية أمضت تسعة أسابيع في المخطط. دخلت أستراليا لأول مرة في المركز الثامن والثلاثون في 18 سبتمبر، 2011. في الأسبوع التالي، ارتفعت إلى المركز الثالث والعشرون، بلغت ذروتها في المركز الثامن عشر في الأسبوع الثالث. أمضت تسعة أسابيع في المخطط، حصلت عل ى شهادة البلاتينيوم من قبل رابطة صناعة التسجيلات الأسترالية، تدل على بيع 70,000 نسخة.

### أمريكا الشمالية
بعد صدور الأغنية في الولايات المتحدة، وصلت «فلاي» إلى المركز التاسع عشر في بيلبورد هوت 100 في 10 ديسمبر، 2011. أصبحت أغنية نيكي الرابعة في المراكز العشرين الأولى في هذا المخطط. الأغنية وصلت أيضاً إلى المركز العشرون في بيلبورد هوت أغاني آر أند بي/هيب-هوب، أصبحت أغنية نيكي السادسة في المراكز العشرين الأولى في هذا المخطط. في بيلبورد أغاني البوب، وصلت «فلاي» إلى المركز السادس عشر، أصبحت أغنية نيكي الثالثة التي وصلت إلى المراكز العشرين الأولى، بعد «مونت 4 لايف» (مع دريك) و «سوبر بيس» في وقت سابق في نفس العام. الأغنية ظهرت أول مرة في بيلبورد هوت أغاني الدانس كلوب في المركز السابع والأربعون، أصبحت ثاني أغنية لنيكي تظهر في هذا المخطط من بعد «سوبر بيس». اعتباراً من 30 يوليو، 2012, باعت أكثر من مليون نسخة في الولايات المتحدة. ظهرت الأغنية في كندا في المركز الخامس والخمسون.

### أوروبا
دخلت «فلاي» المملكة المتحدة لأول مرة في المركز الثامن والثلاثون في 17 سبتمبر، 2011, بعد ما كانت في المركز السابع والستون في الأسبوع السابق. في الأسبوع التالي ارتفعت إلى المركز السادس والعشرون. وصلت إلى المركز السادس عشر في 15 أكتوبر، 2011 بعد سبعة أسابيع في المخطط. الأغنية أصبحت ثاني أعلى أغنية لنيكي في هذا المخطط كفنان منفرد، والسادسة إجمالياً. في الأسبوع نفسه، تصدرت الأغنية مخطط الآر أند بي المملكة المتحدة، أصبحت أول أغنية لنيكي بأن تصل إلى القمة هناك. في أماكن أخرى في أوروبا، وصلت الأغنية إلى المراكز العشرين الأولى في أيرلندا وإسكتلندا.

## قائمة أغاني الأغنية المنفردة
- نسخة الألبوم

1. «فلاي» – 3:32

## الرسوم البيانية
| المخطط (2010-2012)                  | المركز | المصادر |
| ----------------------------------- | ------ | ------- |
| أستراليا                            | 18     | [ 11 ]  |
| بلجيكا (فلاندرز)                    | 24     | [ 12 ]  |
| البرازيل                            | 89     | [ 13 ]  |
| أغاني البوب البرازيل                | 59     | [ 13 ]  |
| كندا                                | 55     | [ 5 ]   |
| أيرلندا                             | 14     | [ 14 ]  |
| نيوزيلندا                           | 13     | [ 15 ]  |
| إسكتلندا                            | 12     | [ 16 ]  |
| المملكة المتحدة                     | 16     | [ 17 ]  |
| آر أند بي المملكة المتحدة           | 1      | [ 18 ]  |
| بيلبورد هوت 100                     | 19     | [ 19 ]  |
| بيلبورد هوت أغاني الدانس كلوب       | 47     | [ 20 ]  |
| بيلبورد هوت أغاني آر أند بي/هيب-هوب | 20     | [ 5 ]   |
| بيلبورد أغاني البوب                 | 16     | [ 21 ]  |
| بيلبورد أغاني الراب                 | 9      | [ 22 ]  |

## الشهادات
| الدولة           | الشهادات  | المبيعات  | المصادر |
| ---------------- | --------- | --------- | ------- |
| أستراليا         | بلاتينيوم | 70,000    | [ 3 ]   |
| الولايات المتحدة | بلاتينيوم | 1,000,000 | [ 4 ]   |

## تاريخ الإصدار
| الدولة           | التاريخ         | نوع التحميل            | المصادر |
| ---------------- | --------------- | ---------------------- | ------- |
| الولايات المتحدة | 30 أغسطس، 2011  | ريذمك راديو            | [ 23 ]  |
| أستراليا         | 5 سبتمبر، 2011  | كونتيمبوراري هوت راديو | [ 19 ]  |
| الولايات المتحدة | 20 سبتمبر، 2011 | ماين ستريم             | [ 24 ]  |